# Limite direto
Em matemática, um limite direto (ou limite indutivo) é um colimite de um "limite dirigido de objetos". Primeiro daremos a definição para estruturas algébricas como grupos e módulos, e então a definição geral que pode ser usada em qualquer categoria .

## Definição Formal

### Objetos Algébricos
Nesta seção entenderemos os objetos como sendo conjuntos com uma dada estrutura algébrica tais como grupos, anéis, módulos (sobre um anel fixado), álgebras (sobre um anel fixado), etc. Com isto em mente "homomorfismos" estão sendo considerados no contexto correspondente (homomorfismos de grupos, de anéis, de módulos, etc).
Começamos com a definição de um sistema direto(ou sistema dirigido) de objetos e homomorfismos. Sejam {\displaystyle \langle I,\leq \rangle } um conjunto dirigido e {\displaystyle \{A_{i}:i\in I\}} uma família de objetos indexados por {\displaystyle I\,} e  {\displaystyle f_{ij}:A_{i}\rightarrow A_{j}} um homomorfismo para todo {\displaystyle i\leq j} com as seguintes propriedades:
1. {\displaystyle f_{ii}\,} é a identidade de {\displaystyle A_{i}\,}, e
2. {\displaystyle f_{ik}=f_{jk}\circ f_{ij}} para todo {\displaystyle i\leq j\leq k}.

Então o par {\displaystyle \langle A_{i},f_{ij}\rangle } é chamado um sistema dirigido sobre {\displaystyle I\,}.
O conjunto subjacente do limite direto, {\displaystyle A\,}, de um sistema dirigido {\displaystyle \langle A_{i},f_{ij}\rangle } é definido como a união disjunta dos {\displaystyle A_{i}\,}'s modulo uma certa relação de equivalência {\displaystyle \sim \,}:
{\displaystyle \varinjlim A_{i}=\bigsqcup _{i}A_{i}{\bigg /}\sim .}
Aqui, se {\displaystyle x_{i}\in A_{i}} e {\displaystyle x_{j}\in A_{j}}, {\displaystyle x_{i}\sim \,x_{j}} se existe algum {\displaystyle k\in I} tal que {\displaystyle f_{ik}(x_{i})=f_{jk}(x_{j})\,}.
Heuristicamente, dois elementos da união disjunta são equivalentes se, e somente se, eles "são eventualmente iguais" no sistema dirigido. Uma formulação equivalente que clareia a dualidade com o limite inverso é que um elemento é equivalente a todas as suas imagens pelos morfismos do sistema dirigido, isto é {\displaystyle x_{i}\sim \,f_{ik}(x_{i})}.
Dessa definição obtemos "morfismos naturais" {\displaystyle \phi _{i}:A_{i}\rightarrow A} que levam um elemento na sua classe de equivalência. As operações em {\displaystyle A\,} são definidas com estes morfismos de maneira óbvia.
Uma propriedade importante é que tomar o limite direto na categoria dos módulos é um functor exato.

### Limite Direto sobre um sistema dirigido numa categoria
O limite direto pode ser definido nunca categoria arbitrária {\displaystyle {\mathcal {C}}} por meio de uma propriedade universal. Sejam {\displaystyle \langle X_{i},f_{ij}\rangle } um sistema dirigido de objetos e morfismos em {\displaystyle {\mathcal {C}}} (mesma definição de cima). O limite direto deste sistema é um objeto {\displaystyle X\,} em {\displaystyle {\mathcal {C}}} junto com os morfismos {\displaystyle \phi _{i}:X_{i}\rightarrow X} satisfazendo {\displaystyle \phi _{i}=\phi _{j}\circ f_{ij}}. O par {\displaystyle \langle X,\phi _{i}\rangle } deve ser universal no sentido de que para qualquer outro par {\displaystyle \langle Y,\psi _{i}\rangle }  existe um único morfismo {\displaystyle u:X\rightarrow Y} fazendo o diagrama
comutar para todo i, j. O limite direto é geralmente denotado {\displaystyle X=\varinjlim X_{i}}
com o sistema dirigido {\displaystyle \langle X_{i},f_{ij}\rangle } sendo subtendido.
Diferentemente do caso de objetos algébricos, o limite direto pode não existir numa categoria arbitrária. Mas quando ele existe ele é único no sentido forte: dado outro limite direto X′ existe um único isomorfismo X′ → X que comuta com os morfismos naturais {\displaystyle \phi _{i}:A_{i}\rightarrow A}.
Note que um sistema dirigido num categoria {\displaystyle {\mathcal {C}}} admite um descrição alternativa em termos de funtores. Qualquer conjunto dirigido {\displaystyle \langle I,\leq \rangle } pode ser considerado como uma categoria pequena {\displaystyle {\mathcal {I}}} onde os morfismo consistem das setas {\displaystyle i\rightarrow j} se, e somente se, {\displaystyle i\leq j}. Um sistema dirigido é então um functor covariante {\displaystyle {\mathcal {I}}\rightarrow {\mathcal {C}}}.

### Definição Geral
Sejam {\displaystyle {\mathcal {I}}} e {\displaystyle {\mathcal {C}}} categorias. Seja {\displaystyle c_{X}:{\mathcal {I}}\rightarrow {\mathcal {C}}} um functor constante com objeto fixo {\displaystyle X\in {\mathcal {C}}}. Defina para cada functor {\displaystyle F:{\mathcal {I}}\rightarrow {\mathcal {C}}} o functor
{\displaystyle \lim _{\longrightarrow }F:{\mathcal {C}}\rightarrow \mathbf {Set} }
que associa a cada {\displaystyle X\in {\mathcal {C}}} o conjunto {\displaystyle \mathrm {Hom} (F,c_{X})} das transformações naturais de F para {\displaystyle c_{X}}. Se {\displaystyle \lim _{\longrightarrow }F} é representável, o objeto representante em {\displaystyle {\mathcal {C}}} é chamado o limite direto de F e é denotado por {\displaystyle \lim _{\longrightarrow }F}.
Se {\displaystyle {\mathcal {C}}} é uma categoria abeliana onde somas diretas arbitrárias(possivelmente infinitas) de objetos existem (este é o axima AB3 de Grothedieck). O {\displaystyle \lim _{\longrightarrow }F} é representável para cada functor {\displaystyle F:{\mathcal {I}}\rightarrow {\mathcal {C}}} e
{\displaystyle \lim _{\longrightarrow }:\mathrm {Hom} ({\mathcal {I}},{\mathcal {C}})\rightarrow {\mathcal {C}},F\mapsto \lim _{\longrightarrow }F}
é um functor aditivo exato à direita de categorias abelianas.

## Exemplos
- Uma coleção de subconjuntos {\displaystyle M_{i}} de um conjunto M pode ser parcialmente ordenada pela inclusão. Se a coleção é dirigida, seu limite direto é a união {\displaystyle \bigcup M_{i}}.
- Seja p um número primo. Considere o sistema dirigido composto dos grupos Z/pnZ e homomorfismos Z/pnZ → Z/pn+1Z induzidos pela multiplicação por p. O limite direto deste sistema é composto das raízes da unidade de ordem alguma potência de p, e é chamado grupo de Prüfer Z(p∞).
- Seja F um feixe em um espaço topológico X. Fixe um opnto x em X. As vizinhanças abertas de x formam um sistema dirigido ordenado pela inclusão(U ≤ V se, e somente se, U contém V). O sistema direto correspondente é (F(U), rU,V) onde r é a aplicação de restrição. O limite direto deste sistema é chamado o talo de F em x, denotado Fx. Para cada vizinhança aberta U de x, o mrfismo canônico F(U) → Fx associa a cada seção s de F sobre U um elemento sx do talo Fx chamado o  germe de s em x.
- Limites diretos na categoria de espações topológicos são dados colocando a topologia final no conjunto subjacente ao limite direto.
- Limites diretos são conectados aos inversos via

{\displaystyle \mathrm {Hom} (\varinjlim X_{i},Y)=\varprojlim \mathrm {Hom} (X_{i},Y).}
- Considere a sequência {An, φn} onde An é uma C*-algebra e φn : An → An + 1 é um C*-homomorfismo. O C*-análogo da construção do limite direto dá uma C*-algebra satisfazendo a propriedade universal acima.

## Construções relacionadas e generalização
A categoria dual do limite direto é chamada o limite inverso (ou limite projetivo). Conceitos mais gerais são o limites e colimites da teoria das categorias. A terminologia confunde um pouco: limites diretos são colimites enquanto limites inversos são limites.